# Ponte Mammolo (Roms tunnelbana)
Ponte Mammolo är en station på Roms tunnelbanas Linea B. Stationen är belägen i distriktet Ponte Mammolo i nordöstra Rom och togs i bruk i september 1997.
Stationen Ponte Mammolo har:
- Bemannade biljettluckor
- Biljettautomater
- Bar
- WC

## Kollektivtrafik
- Busshållplats för ATAC och COTRAL

## Omgivningar
- Ponte Mammolo
- Aniene
- Museo di Casal de' Pazzi – museum för arkeologi, geologi och paleontologi